# Османська Македонія
Османська Вардарська Македонія, в історіографії сучасної Північної Македонії Османська Македонія (мак. Отоманска Македонија) — період історії сучасної Північної Македонії, під час якого її територія знаходилася під владою Османської імперії.

## Передісторія

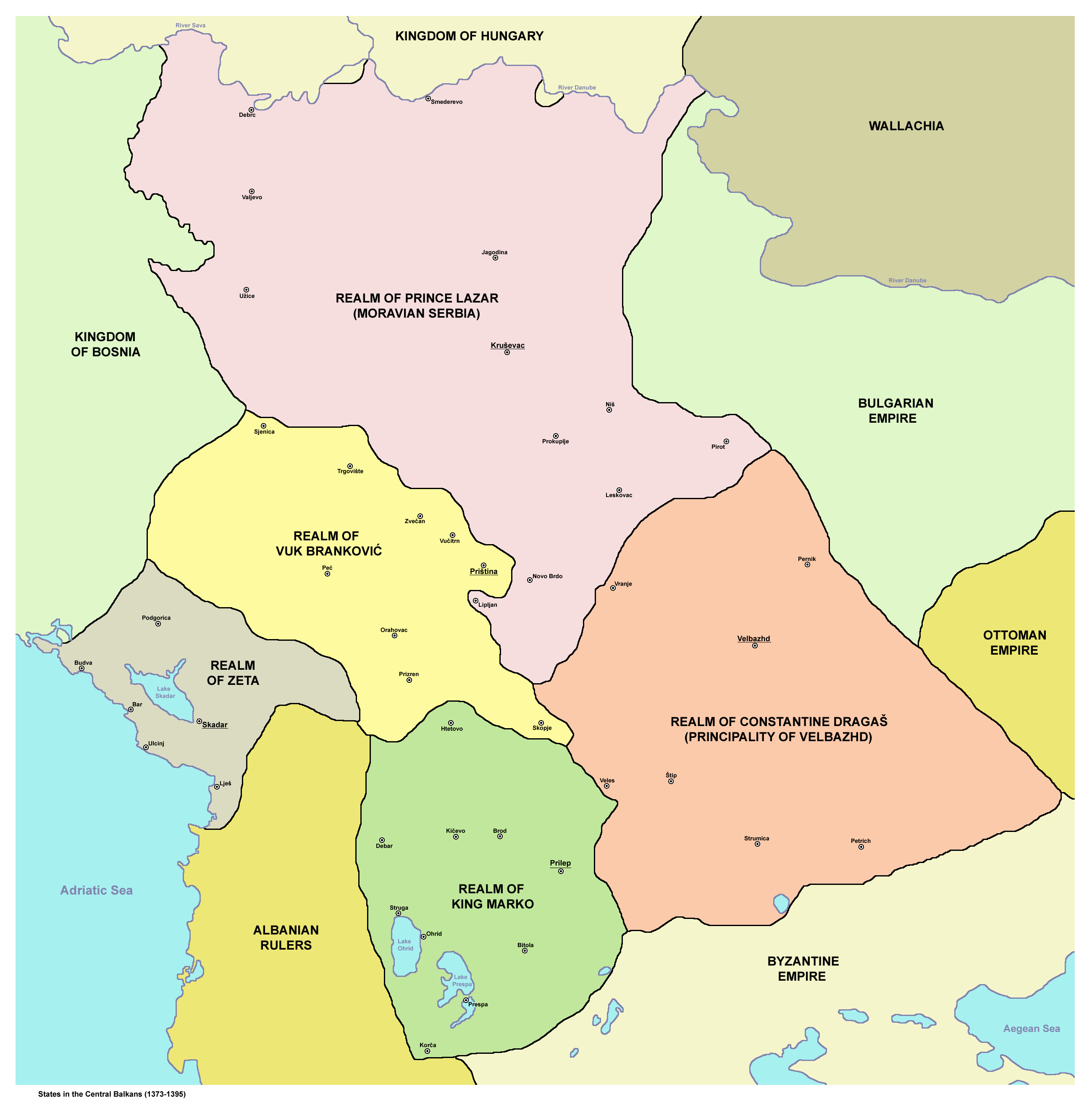
Центральні Балкани у другій половині XIV століття

У той час, коли в Анатолії почала зароджуватися держава османів, територія сучасної Північної Македонії перебувала під владою сербів і візантійців. Найбільшої експансії від сербської держави зазнали при Стефані Душані, який в 1334 році поширив сербську владу на території сучасних Македонії та Албанії, проте після його смерті в 1355 році почалися міжусобиці, і територія сучасної Північної Македонії виявилася розділеною на області, які були контрольовані незалежними феодалами. До 1365 року сформувалися
дві сильні незалежні сербські держави, очолювані двома братами: Углеш прийняв титул «деспота», столиця його володінь перебувала в грецькому Серресі, а Вукашин проголосив себе королем, його столицею володінь був Прілеп. В 1370 році син Вукашина, відомий як Марко Кралевич (Мрнявчевич), став співправителем батька.

## Встановлення османської влади
У 1371 році Углеш і Вукашин полягли в битві на Маріці. Успадкувавши трон Прилепського королівства, Марко визнав себе васалом османів. Після смерті Марко в 1395 році королівство було анексовано, і на його території був утворений Охридський санджак. Дещо раніше, у 1392 році, був утворений Скопський санджак. Південно-західна частина території сучасної Північної Македонії входила до складу Візантії, нею керував з Салонік Мануїл II Палеолог (син імператора Іоанна V Палеолога).
Північно-східною частиною території сучасної Північної Македонії керував Костянтин Деянович, який після битви на Маріці також був змушений визнати османський сюзеренітет. В 1395 році йому довелося брати участь в османській кампанії у Валахії, де він загинув у битві при Ровіні. Після смерті Костянтина Деяновича його володіння також були анексовані османами.

## Історія Османської Македонії

### XV—XVI століття
Після Ангорської битви на території сучасної Північної Македонії сталося три повстання: в 1409-1413 роках повстав Мустафа Челебі (син султана Баязіда, який претендував на османський престол), потім у 1416 році ці землі стали ареною Повстання Бедредіна Сімаві, а в 1416-1432 роках тут вирувало повстання Дузме Мустафи. Хоча ці повстання і носили внутрішньоосманський характер, проте в них брало участь і християнське населення Македонії.
Під час повстання Скандербега через територію сучасної Північної Македонії пройшла величезна османська армія, що спустошила землі по дорозі до Дебару.
У XVI столітті відбулося кілька повстань, викликаних непомірними поборами, але вони були жорстоко придушені. Основною формою опору османському пануванню став відхід у гайдуки.

### XVII століття
Після поразки османів під Віднем у 1683 році почався наступ антиосманської Священної ліги. У 1689 році австрійські війська дійшли до Скоп'є, і місто було спалене, однак командував військами генерал Сільвіо Пікколоміні помер від чуми, а його війська були відкинуті османами на північ.

### XVIII століття
Спрощена Охридська архиєпископія, що знаходилася переважно в межах території сьогоднішньої Північної Македонії, у XVIII столітті стала центром зародження болгарського національного руху. Однак, до цього часу правлячі пости в ній були здебільшого міцно зайняті греками-фанаріотами, прихильниками грецьких національних або імперських реставраційних ідей. До середини століття положення архієпископії було досить важким, великими були її борги. Константинопольський Патріарх зміг переконати султана, що незалежні церкви серед слов'ян шкідливі й небезпечні, та ще й неплатоспроможні. У січня 1767 року османський султан забрав діоцез в архієпископії та передав його Константинопольському патріархату. 17 травня 1767 року архієпископ Арсеній II підписав акт про свою відставку, що означало кінець автокефалії.

### XIX століття
У 1843 році як реакція на реформи Танзимата почалося повстання албанського населення Македонії, яке охоплює Скоп'є, Тетово і Приштину. У 1844 році повстання було повністю придушене.
У другій половині XIX століття відбулися повстання македонського (у болгарській історіографії — болгарського) населення — Разложське повстання, Кумановське повстання і Кресненско-Разложское повстання. Вони також були придушені османською владою.

### ВМОРО
23 жовтня 1893 року була створена македонська революційна Внутрішня македонсько-одринська революційна організація, яка поставила своєю метою збройну боротьбу за визволення Македонії від Османської імперії. У містах і селах Македонії була створена мережа нелегальних комітетів і гуртків. Збройні загони ВМОРО провели в 1898—1903 роках близько 130 боїв з османськими карателями.

### XX століття
Після створення Болгарського князівства Македонія стала головною метою його зовнішньої політики: Болгарія прагнула отримати ті території, які були обіцяні відповідно до Сан-Стефанского мирного договору. Крім Болгарії, на південну частину Османської Македонії, яка мала компактне грецьке населення і була територією власне Історичної Македонії, претендувала Греція. На північну частину Османської Македонії претендувала також Сербія
В 1903 році відбулося Ілінденське повстання, в результаті якого була утворена Крушевська республіка, однак повстання було жорстоко придушене османською владою. Відбулася в 1908 році Молодотурецька революція, яка була підтримана і християнськими жителями Македонії (зокрема, на бік нової влади перейшов такий видатний діяч ВМОРО, як Яне Санданський). В результаті Балканських воєн Османська імперія втратила Македонію, територія якої була розділена між Сербією, Болгарією і Грецією.
Територія отримана Сербією, отримала назву Вардарська Бановина і являє собою територію сьогоднішньої Північної Македонії.

## Адміністративно-територіальний устрій
Територія сучасної Північної Македонії входила в Румелійське бейлербейство. Після загибелі в 1395 році сербського правителя Костянтина Драгаша його володіння були анексовані османами, і на них був створений санджак з адміністративним центром у болгарському Кюстендилі. Кюстендильський санджак розміщувався на стику сучасних Північної Македонії, Сербії і Болгарії; в нього входили, зокрема, землі північного сходу сучасної Північної Македонії.
Захід сучасної Північної Македонії входив до складу санджаку з адміністративним центром в Охриді, основна частина якого знаходилася на території сучасної Албанії.